# Ainbo: La guerrera de l'Amazones
Ainbo: La guerrera de l’Amazones (originalment en anglès, Ainbo: Spirit of the Amazon), també conegut simplement com a Ainbo, és una pel·lícula d'aventures animada per ordinador del 2021 codirigida per José Zelada i Richard Claus, amb el guió de Zelada. Produïda per Tunche Films i Cool Beans, Cinema Management Group va supervisar-ne la distribució mundial. La trama segueix una noia aventurera anomenada Ainbo que, juntament amb els seus guies esperits animals, es proposa salvar el seu paradís selvàtic a l'Amazones dels taladors d'arbres i dels miners. La pel·lícula és una descripció del folklore de la selva amazònica. Els crítics van assenyalar que la pel·lícula ofereix missatges i temes centrats al voltant de l'ecologia.
Ainbo, una coproducció internacional del Perú, els Països Baixos i Alemanya, es va estrenar a Ucraïna el 13 de febrer de 2021, seguida de la República Txeca i Itàlia el Dia de la Terra (22 d'abril). La pel·lícula es va estrenar a França el 14 de juliol de 2021 i va ser distribuïda per Signature Entertainment per al Regne Unit i Rialto Distribution per a Austràlia i Nova Zelanda més tard el 16 de setembre de 2021. El 25 de febrer de 2022 es va estrenar el doblatge en català als cinemes.